# Selezioni giovanili della nazionale maschile di pallacanestro della Polonia
Le selezioni giovanili della nazionale di pallacanestro della Polonia, sono state gestite dalla Federazione cestistica della Polonia e partecipavano ai tornei cestistici internazionali per squadre nazionali, limitatamente a specifiche classi d'età.

## Universitaria
Rappresenta la selezione dei migliori atleti universitari della nazionale polacca.

### Partecipazioni
- 1961 - 5°
- 1965 - 11°
- 1970 - 10°

## Under-20
Rappresenta i migliori giocatori di nazionalità polacca di età non superiore ai 20 anni. Partecipa a tutte le manifestazioni internazionali giovanili di pallacanestro per nazioni gestite dalla FIBA.
Nel corso degli anni questa selezione ha subito alcuni cambiamenti nel nome, dovuti agli adeguamenti nelle normative della FIBA in fatto di classificazione delle categorie giovanili.
Agli inizi la denominazione originaria era nazionale Juniores, in quanto la FIBA classificava le fasce di età sotto i 22 anni con la denominazione "juniores". In seguito, denominazione e fasce di età sono state equiparate, divenendo nazionale Under 22. Dal 2000, la FIBA ha modificato nuovamente il tutto, equiparando sotto la dicitura "under 20" sia denominazione che fasce di età. Da allora la selezione ha preso il nome attuale.

### Partecipazioni
FIBA EuroBasket Under-20
- 1992 - 11°
- 2014 - 9°
- 2015 - 14°
- 2019 - 14°
- 2022 - 13°

- 2023 - 15°

 Polonia under 22 - Campionato europeo maschile di pallacanestro Under-22 19924 Włodowski, 5 Mila, 6 Grzechowiak, 7 Ziółkowski, 8 Szybilski, 9 Zieliński, 10 Tomczyk, 11 Wójcik, 12 Jankowski, 13 Bacik, 14 Tomaszewski, 15 Adamek,        All. -
 Polonia under 20 - Campionato europeo maschile di pallacanestro Under-20 20144 Grzeliński, 5 Schenk, 6 Morawiec, 7 Zegzuła, 8 Garbacz, 9 Struski, 10 Jeszke, 11 Radwański, 12 Szymkiewicz, 13 Borowski, 14 Patoka, 15 Witliński,        All. Mariusz Niedbalski
 Polonia under 20 - Campionato europeo maschile di pallacanestro Under-20 20154 Nizioł, 5 Konopatzki, 6 Czosnowski, 7 Wadowski, 8 Dzierżak, 9 Włodarczyk, 10 Żołnierewicz, 11 Jeszke, 12 Witliński, 13 Stawiak, 14 Kulka, 15 Pruefer,        All. Mariusz Niedbalski
 Polonia under 20 - Campionato europeo maschile di pallacanestro Under-20 20191 Kolenda, 2 Stryjewski, 3 Koperski, 4 Wyszkowski, 5 Szlachetka, 6 Lewandowski, 7 Kedel, 8 Woroniecki, 9 Krasuski, 10 Wojcik, 11 Kaminski, 12 Bogucki,        All. Przemysław Frasunkiewicz
 Polonia under 20 - Campionato europeo maschile di pallacanestro Under-20 20221 Pluta, 2 Wiśniewski, 3 Marchewka, 5 Tomaszewski, 6 Kłaczek, 7 Gordon, 8 Czoska, 9 Siewruk, 10 Miličić Jr., 11 Białachowski, 13 Coulibaly, 14 Wińkowski,        All. Jacek Winnicki
 Polonia under 20 - Campionato europeo maschile di pallacanestro Under-20 20231 Łałak, 2 Wiśniewski, 3 Krużyński, 4 Busz, 5 Andrzejewski, 6 Gurtatowski, 7 Piśla, 9 Wilczek, 11 Siembiga, 12 Urbaniak, 13 Wińkowski, 14 Duda,        All. Krzysztof Szablowski

## Under-19
Rappresenta i migliori giocatori di nazionalità polacca di età non superiore ai 19 anni. Partecipa a tutte le manifestazioni internazionali giovanili di pallacanestro per nazioni gestite dalla FIBA.

### Partecipazioni
Mondiali Under-19
- 2011

 Polonia under 19 - Campionato mondiale maschile di pallacanestro Under-19 20114 Grzeliński, 5 Koelner, 6 Michalak, 7 Grochowski, 8 Śpica, 9 Bonarek, 10 Ponitka, 11 Pietrzak, 12 Gielo, 13 Szymkiewicz, 14 Niedźwiedzki, 15 Karnowski,        All. Jerzy Szambelan

## Under-18
Rappresenta i migliori giocatori di nazionalità polacca di età non superiore ai 18 anni. Partecipa a tutte le manifestazioni internazionali giovanili di pallacanestro per nazioni gestite dalla FIBA.
Nel corso degli anni questa selezione ha subito alcuni cambiamenti nel nome, dovuti agli adeguamenti nelle normative della FIBA in fatto di classificazione delle categorie giovanili.
Agli inizi la denominazione originaria era Nazionale Cadetti, in quanto la FIBA classificava le fasce di età dai 16 ai 18 anni con la denominazione "cadetti". Dal 2000, la FIBA ha modificato il tutto, equiparando sotto la dicitura under 18, sia denominazione che fasce di età. Da allora la selezione ha preso il nome attuale.

### Partecipazioni
FIBA EuroBasket Under-18
- 1964 - 6°
- 1968 - 9°
- 1970 - 6°
- 1972 - 10°
- 1974 - 6°

- 1976 - 6°
- 1978 - 12°
- 1984 - 11°
- 1990 - 6°
- 1992 - 9°

- 2002 - 8°
- 2005 - 15°
- 2010 - 6°
- 2011 - 6°
- 2012 - 16°

- 2013 - 16°
- 2014 - 16°
- 2022 - 9°

### Manifestazioni minori
- Torneo Albert Schweitzer: 1

1967

## Under-17
Rappresenta i migliori giocatori di nazionalità polacca di età non superiore ai 17 anni. Partecipa a tutte le manifestazioni internazionali giovanili di pallacanestro per nazioni gestite dalla FIBA.

### Partecipazioni
Mondiali Under-17
- 2010 -  2°
- 2022 - 8°

## Under-16
Rappresenta i migliori giocatori di nazionalità polacca di età non superiore ai 16 anni. Partecipa a tutte le manifestazioni internazionali giovanili di pallacanestro per nazioni gestite dalla FIBA.
Nel corso degli anni questa selezione ha subito alcuni cambiamenti nel nome, dovuti agli adeguamenti nelle normative della FIBA in fatto di classificazione delle categorie giovanili.
Agli inizi la denominazione originaria era Nazionale Allievi, in quanto la FIBA classificava le fasce di età dai 16 ai 18 anni con la denominazione "allievi". Dal 2000, la FIBA ha modificato il tutto, equiparando sotto la dicitura under 18, sia denominazione che fasce di età. Da allora la selezione ha preso il nome attuale.

### Partecipazioni
FIBA EuroBasket Under-16
- 1973 - 9°
- 1975 - 45°
- 1977 - 9°
- 1981 - 11°
- 1989 - 11°

- 1993 - 11°
- 1999 - 10°
- 2004 - 14°
- 2005 - 15°
- 2008 - 14°

- 2009 - 4°
- 2010 - 11°
- 2011 - 14°
- 2012 - 6°
- 2013 - 12°

- 2014 - 15°
- 2016 - 15°
- 2022 - 11°